# Oreichthys parvus
Oreichthys parvus е вид лъчеперка от семейство Шаранови (Cyprinidae).

## Разпространение
Видът е разпространен във Виетнам, Камбоджа, Лаос, Малайзия (Западна Малайзия) и Тайланд.

## Описание
На дължина достигат до 3 cm.
Популацията на вида е стабилна.